# Messapier
Die Messapier waren die Einwohner des südlichen Teils von Japygien (Apulien), also der Gegend um die heutigen Städte Tarent, Brindisi und Lecce. Die Messapier waren verwandt mit den Peuketiern (in der heutigen Provinz Bari) und den Dauniern (in der heutigen Provinz Foggia), die auch unter dem Namen Salentiner bekannt sind. Ihre Hauptstädte waren Uzentum, Rudiae, Brundisium und Uria.
Der Name Messapier bedeutet vermutlich „Volk zwischen zwei Meeren“, denn sie hatten sich im Süden Apuliens niedergelassen, zwischen der Adria und dem Ionischen Meer. Sie vermischten sich mit der anwesenden Bevölkerung und gründeten so die ersten Städte, wo sie ihre  Gebräuche und Sitten einführten. Nach dem griechischen Historiker Herodot stammten die Messapier, die ein einheitliches und kompaktes Volk gewesen seien, von den Kretern ab. Diese seien auf der Rückfahrt von einem letztlich erfolglosen Feldzug gegen die Sikaner auf Sizilien, wo einige Jahre zuvor ihr mythischer König Minos den Tod fand, durch einen Sturm an die Küste Japygiens verschlagen worden, wo sie blieben und die Stadt Hyria gegründeten. Die Anfang des 20. Jahrhunderts aufgekommene Meinung, dass die Messapier aus Illyrien stammten und um 1000 v. Chr. nach Otranto gekommen seien, lässt sich nicht beweisen. Herodot erwähnte auch, dass die Messapier den Griechen von Taras im Jahr 473 v. Chr. eine ernste Niederlage zugefügt hätten.
Nur eine spärliche Gruppe von Inschriften in messapischer Sprache ist heute noch erhalten; einige davon sind im Archäologischen Nationalmuseum Tarent zu sehen.